# Gasdotto russo-ucraino
Il gasdotto russo-ucraino è un gasdotto lungo 4500 chilometri che trasporta il gas dal giacimento di gas naturale di Urengoj all'Alta Siberia fino all'Ucraina e poi in Europa. Faceva parte del programma "gas in cambio di condotte" e la banca controllata dai sovietici "Ost-West Handelsbank" fu aperta a Francoforte il 1° marzo 1973 per sostenere il progetto. La Russia ha smesso di esportare attraverso questo gasdotto alla fine del 2024 poiché l'Ucraina non ha rinnovato il contratto.

## Storia
Il progetto del gasdotto fu proposto nel 1978 come impianto di esportazione dal giacimento di gas di Jamburg, ma in seguito fu scelto il giacimento di Urengoj, essendo quest'ultimo già in uso. Nel luglio 1981, un consorzio di banche tedesche, guidato dalla Deutsche Bank e l'AKA Ausfuhrkredit GmbH, accettarono di fornire 3,4 miliardi di marchi tedeschi in crediti per le stazioni di compressione. Successivamente furono negoziati accordi finanziari con un gruppo di banche francesi e la Japan Export-Import Bank (JEXIM). Nel 1981-1982, furono firmati contratti con i fornitori di compressori e tubi Creusot-Loire, John Brown Engineering, Nuovo Pignone, AEG-Telefunken, Mannesmann, Dresser Industries e Japan Steel Works. I posatubi furono acquistati da Komatsu.
Il progettista generale fu l'istituto di ricerca del Ministero dell'Industria Petrolifera e del Gas dell'Urss. Situato a Doneck, nella Repubblica Socialista Sovietica Ucraina, l'istituto era guidato da Nikolai Grigorievich Portyanko, vincitore del Premio di Stato dell'Urss e due volte insignito dell'Ordine della Federazione Russa.
Il gasdotto fu costruito fra il 1982 ed il 1984, completando il sistema di trasporto del gas transcontinentale Siberia occidentale-Europa occidentale che esisteva dal 1973. Inizialmente, il progetto prevedeva la posa di due linee in un corridoio utilizzando interamente tecnologie, attrezzature e tubi di grande diametro (1420 mm) di fabbricazione occidentale. Tuttavia, a seguito di un embargo imposto dall'amministrazione Reagan nel 1981 sulle forniture di attrezzature americane ad alta tecnologia, il progetto fu rivisto. Di conseguenza, una delle sue linee fu posata utilizzando in parte tubi e attrezzature sovietiche. La cerimonia di inaugurazione ufficiale ebbe luogo in Francia. Il primo gas transitò attraverso il gasdotto nel gennaio del 1984.
Il 19 luglio 2011, UkrTransGaz ha avviato la modernizzazione del gasdotto.
Durante la guerra russo-ucraina, fra il 7 e l'8 marzo 2025 durante un contrattacco alle posizioni ucraine impiegate nell'Oblast di Kursk, gruppi d'assalto russi hanno utilizzato il gasdotto per infiltrarsi nelle retrovie ucraine a Sudža. Meduza ha riferito che la Formazione dei veterani, le forze speciali di Achmat e il 30° reggimento di fucilieri motorizzati erano coinvolti. La formazione dei veterani aveva già fatto uso di tattiche di guerra in galleria nella battaglia di Avdiivka. Secondo gli osservatori filo-russi, circa un centinaio di soldati russi hanno strisciato per quasi 16 chilometri nello stretto tubo per due giorni, aspettando poi altri quattro giorni per l'attacco. Secondo Valerij Gerasimov, l'operazione, denominata "Potok" (Flusso), ha coinvolto più di 600 soldati.
Il 18 marzo 2025 è stato segnalato un incendio di modesta portata nella stazione di misurazione del gas "Sudža", situata sul lato russo del confine tra Ucraina e Russia. Il 20 marzo sono stati segnalati una massiccia esplosione di gas e un incendio. La stazione al momento dell'incendio era controllata dalle Forze armate dell'Ucraina.

## Percorso
Il gasdotto parte dal giacimento di gas Urengoj in Siberia attraverso un impianto di compressione a Pomar, nel Mari El, e raggiunge Užhorod nell'Ucraina occidentale. Da lì, il gas naturale viene trasportato nei paesi dell'Europa centrale e occidentale. Insieme al gasdotto Soyuz (sul confine Orenburg-occidentale) ed al gasdotto Progres (sul confine Yamburg-occidentale), forma il cosiddetto corridoio di transito occidentale in Ucraina. Passa attraverso uno snodo a Sudža, nell'oblast' di Kursk, quindi attraversa il confine russo-ucraino a nord di Sumy. In Ucraina, trasporta il gas alla stazione di pompaggio di Užhorod al confine ucraino con la Slovacchia e a stazioni di pompaggio più piccole ai confini ungherese e rumeno. Il gasdotto attraversa gli Urali, i monti Carpazi e oltre 600 fiumi tra cui i fiumi Ob, Volga, Don e Dnipro.

## Caratteristiche tecniche

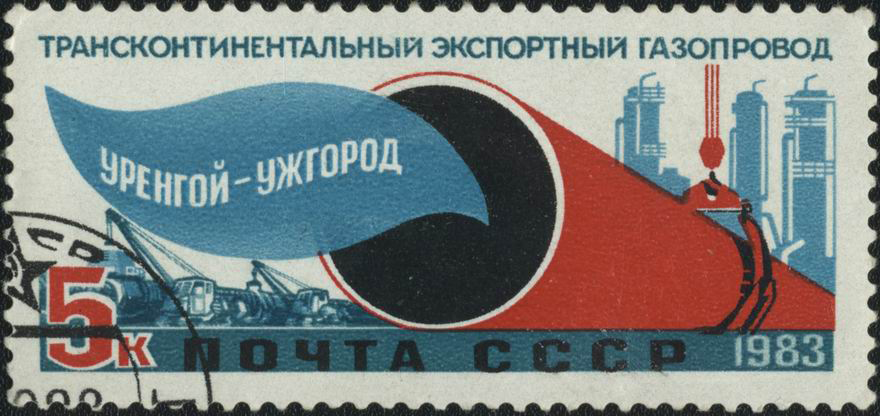
Francobollo sovietico del 1983 dedicato all'oleodotto.

Il gasdotto è lungo 4.500 chilometri, di cui 1.160 chilometri sono percorsi in Ucraina. Il suo diametro è di 1.420 mm. La capacità annuale originale del gasdotto era di 32 miliardi di metri cubi di gas naturale all'anno. Nel 2009, la capacità annuale effettiva era di 27,9 miliardi di metri cubi. Possiede 42 stazioni di compressione, di cui nove in Ucraina. I sistemi di telecomunicazione e protezione catodica del gasdotto sono stati installati da Alcatel, un'impresa Francia. Il gasdotto utilizza 85 stazioni di videosorveglianza per le telecomunicazioni.
La sezione russa del gasdotto è gestita da Gazprom e la sezione ucraina è gestita da UkrTransGaz, sussidiaria di Naftogaz. Al 1° giugno 2022, 41,2 milioni di metri cubi di gas transitavano ancora attraverso l'Ucraina.

## Controversie
I piani sovietici di costruire il gasdotto furono fortemente osteggiati dall'amministrazione statunitense di Ronald Reagan. Gli americani temevano che l'Europa occidentale sarebbe divenuta dipendente dalle forniture di gas sovietiche, fornendo un vantaggio negoziale all'Unione Sovietica. Temevano anche che il Cremlino avrebbe utilizzato le entrate delle esportazioni per scopi militari. Nel dicembre 1981, gli Stati Uniti implementarono sanzioni che impedivano alle aziende americane di esportare tecnologie di petrolio e gas in Unione Sovietica. Nel giugno 1982, queste sanzioni furono estese per coprire le filiali delle aziende statunitensi in Europa. La ragione formale dell'imposizione delle sanzioni da parte degli Stati Uniti fu l'accusa che l'Urss avesse preso parte all'imposizione dello stato di emergenza in Polonia il 13 dicembre ed alla repressione nei confronti del popolo polacco.
I paesi dell'Europa occidentale, tuttavia, si rifiutarono di boicottare l'oleodotto. I ministri degli esteri della Comunità economica europea definirono illegale l'estensione delle sanzioni americane e inviarono una nota formale di protesta. Dal punto di vista europeo, la partecipazione al progetto dell'oleodotto fu vista come un'opportunità per l'industria siderurgica e ingegneristica, all'epoca in una fase di crisi in Europa, e come un modo per diversificare le forniture di petrolio dell'OPEC. I governi dell'Europa occidentale insistettero sul fatto che i contratti già firmati tra i sovietici e le aziende europee dovevano essere onorati. Ciò portò diverse aziende europee a essere sanzionate dagli Stati Uniti. Gli sforzi degli Stati Uniti per impedire la costruzione dell'oleodotto e il suo embargo sulle esportazioni di forniture necessarie per costruirlo (1980-84), costituirono una delle più gravi crisi transatlantiche della Guerra Fredda.

## Incidenti
Il primo incidente dell'oleodotto si verificò ancor prima dell'inizio del progetto. Il 15 dicembre 1983, scoppiò un incendio in una stazione di compressione a Urengoj, distruggendo dispositivi di monitoraggio elettronici e pannelli di controllo, ma nessuno rimase ferito.
Il 7 maggio 2007, l'oleodotto esplose vicino al villaggio di Luka, allora nel distretto di Tarashcha dell'Oblast di Kiev, danneggiando una sezione di 30 metri. Un'altra esplosione avvenne il 6 dicembre 2007 vicino al villaggio di Tiahun.
Un'esplosione dovuta ad un'azione terrorista danneggiò il gasdotto nel distretto di Rozhniativ nell'Oblast' di Ivano-Frankivs'k nel maggio 2014. Secondo l'emittente radiofonica di proprietà del governo russo La voce della Russia, minacce terroristiche contro l'integrità dell'impianto furono fatte dal capo del Pravyj Sektor, Dmytro Yarosh, nel marzo 2014. Un'altra sezione del gasdotto è esplosa nella regione di Poltava il 17 giugno 2014, un giorno dopo che la Russia aveva limitato la fornitura di gas ai clienti ucraini a causa di un mancato pagamento. Il ministro degli Interni ucraino Arsen Avakov dichiarò il giorno successivo che l'esplosione era stata causata da una bomba.
Il 9 gennaio 2021 si è verificata un'esplosione nel gasdotto principale, nei pressi del villaggio di Kalayyntsi, distretto di Lubny, regione di Poltava. Una seconda esplosione è stata segnalata il 20 dicembre 2022 lungo una parte del gasdotto nella regione russa della Ciuvascia durante dei lavori di manutenzione; tre persone hanno perso la vita nell'incidente.

## Nella cultura di massa
Il film di James Bond del 1987 007 - Zona pericolo usa un macchinario di ispezione delle tubazioni come espediente narrativo per far entrare di nascosto un disertore del KGB in Occidente.
Nel 1987, la tesi universitaria di Antony Blinken fu pubblicata come il suo primo libro sull'episodio di crisi internazionale nella storia della Guerra Fredda: Ally Versus Ally: America, Europe, and the Siberian Pipeline Crisis.
Il gruppo rock sovietico Strannye igry dedicò una canzone al gasdotto.